# Ryuji Ishizue
Ryuji Ishizue (Hyogo, 22 juli 1964) is een voormalig Japans voetballer.

## Carrière
Ryuji Ishizue speelde tussen 1987 en 1998 voor Yokohama Flügels en Vissel Kobe.